# Мауро Зульяні
Мауро Зульяні  (італ. Mauro Zuliani, 23 липня 1959) — італійський легкоатлет, олімпійський медаліст. Він здобув чотири медалі на Міжнародних змаганнях з легкої атлетики, три з них у складі національної естафети. Він брав участь у двох  літніх Олімпійських іграх (1980 та 1984 рр.), у складі національної збірної.

## Виступи на Олімпіадах
| Олімпіада         | Дисципліна              | Місце     |
| ----------------- | ----------------------- | --------- |
| Москва 1980       | біг на 400 метрів       | 7 h1 r3/4 |
| Москва 1980       | естафета 4 x 400 метрів | 3         |
| Лос-Анджелес 1984 | естафета 4 x 400 метрів | 3 h2 r1/3 |